# David Bararuk
David Bararuk (Kanada, Saskatchewan, Moose Jaw, 1983. május 26. –) profi jégkorongozó.

## Karrier
Komolyabb junior karrierjét a WHL-es Moose Jaw Warriorsben kezdte 1999–2000-ben. Ebben a csapatban 2002–2003-ig játszott és legjobb idényében 66 mérkőzésen 93 pontot szerzett. Közben a 2002-es NHL-drafton a Dallas Stars kiválasztotta az ötödik kör 147. helyén. 2003–2004-ben az AHL-es Utah Grizzliesben játszott majd még szezon közben az ECHL-es Idaho Steelheadsbe került. A következő szezont az ECHL-es Louisiana IceGatorsban, az AHL-es Houston Aerosben szerepelt és a szezon végén visszakerült az Idaho Steelheadsbe. 2005–2006-ban felkerült két mérkőzésre az Iowa Starsba majd visszaküldték a Idaho Steelheadsbe. 2006–2007-ben átment Európába a finn ligába és játszott a Ilves Tampere-ben és az Ässät Poriban. A szezon végén visszavonult.